# 동방삭

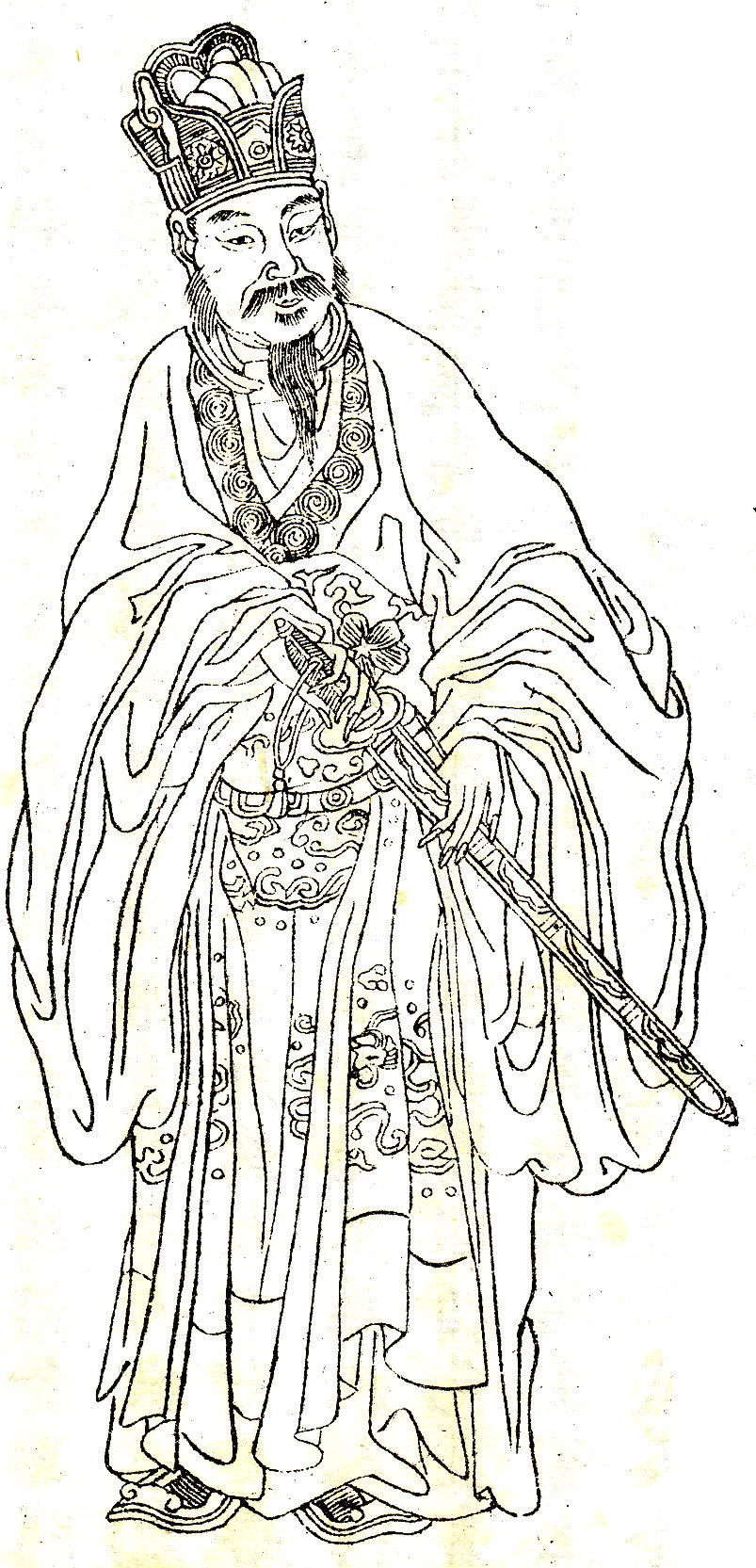

동방 삭(東方朔, 기원전 154년 ~ 기원전 92년)은 전한 중기의 관료로, 자는 만천(曼倩)이며 평원군 염차현(厭次縣) 사람이다.

## 사적
전한 무제 시기 태중대부(太中大夫)까지 지냈던 인물이다. 걸출한 외모, 익살스러운 언변과 거침없는 행동 때문에 동방삭은 생존할 당시부터 이미 무성한 소문을 만들어냈다. 사람들은 특히 동방삭의 해학과 말재주를 좋아하였다고 전해지는데, 동방삭에 관련된 설화는 한국에서도 널리 유행하였다. 《한서》 권65 〈동방삭전(東方朔傳)〉에는 그의 저술로 〈답객난〉(答客難), 〈비유선생〉(非有先生), 〈봉태산〉(封泰山), 〈책화씨벽〉(責和氏璧), 〈황태자생매〉(皇太子生禖), 〈병풍〉(屛風), 〈전상백주〉(殿上柏柱), 〈평락관부렵〉(平樂觀賦獵), 〈팔언칠언〉(八言七言), 〈종공손홍차거〉(從公孫弘借車) 등이 언급되어 있다. 이 외 《신이경》과 《십주기》(十洲記) 등 지괴(志怪)소설의 저자가 동방삭이라고 전해지고 있으나 모두 가탁된 것으로 추정된다.

## 전설
전설에 따르면 동방삭이 삼천갑자를 살았는데, 서왕모의 복숭아를 훔쳐 먹어 죽지 않게 되었다고도 하고, 저승사자를 잘 대접했다고도 한다. 원래 별의 요정이었다는 말도 있다.
한국에서는 저승사자가 동방삭을 잡으려 계교를 꾸몄는데, 냇가에서 숯을 씻었다. 동방삭이 이를 보고 내가 ‘삼천갑자’(三千甲子)를 살았으나 검은 숯을 씻어 희게 한다는 이야기를 듣지 못했다 하니 저승사자가 잡아갔다.
경기도 용인에서 발원하는 탄천(炭川)에는 이같은 전설이 전해지고 있어 탄천의 상류인 경기도 용인시 수지구 죽전동에서는 전설을 중심으로 탄천문화제라는 행사를 해마다 열고 있다.
‘삼천갑자동방삭을 잡기 위해 저승사자가 이곳에서 숯을 갈았다’는 전설이 깃든 탄천에서 저승사자의 숯가는 모습을 연출하고 고싸움도 벌일 예정이라는 것인데 주민들은 매 2년마다 하던 행사였지만 개발로 수년째 중단됐던 이것을 이번에 다시 살려 정례화했다.

## 같이 보기
- 마고
- 탄천
- 탄천문화제

## 참고 자료
- 「한양이야기」, 백제 위례성과 몽촌토성, 이경재 저, 가람기획(2003년, 27~31p)
- 「여자 길에 반하다」, 탄천에서는 아직도‘숯’냄새, 유혜준 저, 미래의창(2009년, 42~47p)